# The Dresden Dolls
The Dresden Dolls sind ein 2000 gegründetes Duo aus Boston. Mitglieder der Band sind Amanda Palmer (Gesang, Piano) und Brian Viglione (Schlagzeug, Perkussion). Die beiden beschreiben ihren Stil als „Brechtsches Punk-Cabaret“, ein Ausdruck, der von Palmer kreiert wurde, weil sie „fürchtete“, dass die Presse einen Namen erfinden könnte, „der das Wort Gothic enthalten würde.“

## Bandname
Der Name der Band kann ebenso als Anspielung auf die Porzellanpuppen, die in der bei Dresden gelegenen Meißner Porzellanmanufaktur hergestellt wurden, wie auch auf den Namen der Band New York Dolls als auch als Verquickung zweier gegenläufiger Symbole (Dresden mit den Bombenangriffen und Dolls, also Spielzeug und damit etwas Schönes, Kindliches) verstanden werden. In dem Buch Flowers in the Attic von V. C. Andrews kommt der Name The Dresden Dolls auch vor – die zarten puppenhaften Kinder (Protagonisten des Dramas) werden so bezeichnet –, außerdem existiert ein Lied der Band The Fall namens „Dresden Dolls“.

## Geschichte
The Dresden Dolls haben 2004 zwei Alben veröffentlicht: Das selbstbetitelte Debütalbum sowie das Live-Album A Is for Accident. Des Weiteren erschien am 22. November 2005 die DVD Paradise, die Mitschnitte einer Liveshow und eines Interviews sowie Privataufnahmen („A Life in the Day of The Dresden Dolls – A Day of Documentary“) enthält. Am 21. April 2006 wurde das zweite Studioalbum Yes, Virginia … veröffentlicht.

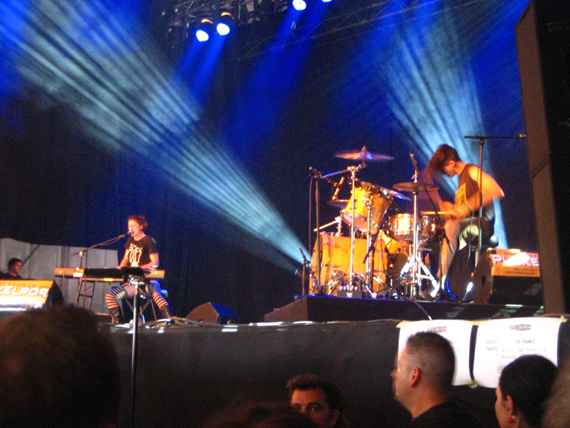
The Dresden Dolls auf dem belgischen Musikfestival Pukkelpop 2006

Amanda Palmer hat ein Jahr in Köln gelebt und dabei einige Verknüpfungen des dort Erlebten mit eigenen Einflüssen aus dem Bostoner Umfeld hergestellt.
2005 tourten The Dresden Dolls als Support der Band Nine Inch Nails. Als Abschluss ihrer Welttour spielten die Dresden Dolls am 3. und 4. November des Jahres 2006 zwei Konzerte im Londoner Roundhouse. Diese wurden für eine zweite Live-DVD aufgezeichnet, welche im Juli 2007 veröffentlicht wurde.
2006 arbeiteten sie außerdem an einem Theaterstück mit dem Titel The Onion Cellar (inspiriert durch ein Kapitel von Günter Grass’ Die Blechtrommel). Das Stück wurde am 9. Dezember 2006 im „Zero Arrow Theatre“ in Boston uraufgeführt und war dort bis zum 13. Januar 2007 zu sehen.
Seit 2007 wird ihr Lied Coin-Operated Boy für eine Werbung für ein Fruchtdessert („Fruchtikus“) der österreichischen Firma Darbo verwendet.
Am 16. Mai 2008 wurde ihr Album No, Virginia … veröffentlicht. Es enthielt unveröffentlichtes sowie neu aufgenommenes Material der Yes, Virginia …-Sessions.
Im Rahmen ihrer „There Will Be No Intermission“-Tour 2019 gab Amanda Palmer bekannt, dass von den Dresden Dolls in naher Zukunft Neues zu erwarten sei.
Seit Mai 2023 ist die Band wieder live zu sehen.
Sie kommen u. a. auch nach Österreich.

## Diskografie

### Alben
- 2003: A Is for Accident
- 2003: The Dresden Dolls
- 2006: Yes, Virginia …
- 2008: No, Virginia …

### DVDs
- 2005: Paradise
- 2007: Live at the Roundhouse

### Singles
- 2003: Good Day (7″ Vinyl)
- 2004: Coin-Operated Boy
- 2004: Girl Anachronism
- 2006: Sing
- 2006: Backstabber
- 2007: Shores of California
- 2008: Night Reconnaissance

## Belege
1. ↑  Deborah Speer: The Dresden Dolls. Pollstar, 3. April 2006, archiviert vom Original (nicht mehr online verfügbar) am 18. Juni 2006; abgerufen am 21. August 2006.  Info: Der Archivlink wurde automatisch eingesetzt und noch nicht geprüft. Bitte prüfe Original- und Archivlink gemäß Anleitung und entferne dann diesen Hinweis.
2. ↑  Werbung · Die Darbo TV-Spots
3. ↑  The Dresden Dolls Online Store. Abgerufen am 31. Dezember 2023 (englisch).
4. ↑  The Dresden Dolls Concert History. In: Concert Archives. 2024, abgerufen am 2. Januar 2024 (englisch).
5. ↑  Domplatz Open-Air: Pop am Dom. Abgerufen am 18. Juni 2025.